# Écluse de Little Bedwyn

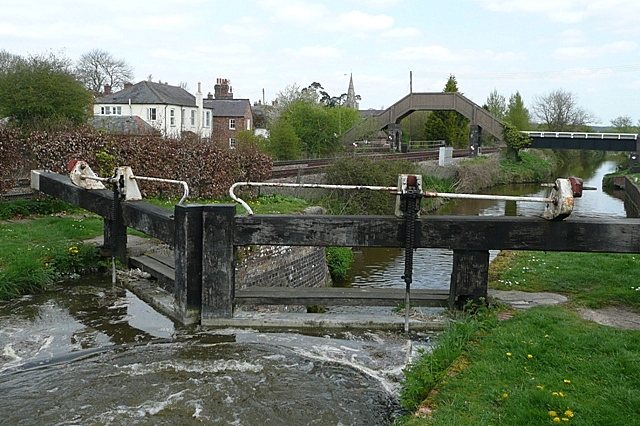
Écluse de Little Bedwyn

L’écluse de Little Bedwyn est une écluse sur le canal Kennet et Avon, à Little Bedwyn, dans le Wiltshire, en Angleterre.
L'écluse de Little Bedwyn a été construite entre 1718 et 1723 sous la supervision de l'ingénieur John Hore de Newbury. Le canal est administré par la British Waterways. L’écluse permet de franchir un dénivelé de 2,01 m (6 pi 7 po).